# Венеді (Іллінойс)
Венеді (англ. Venedy) — селище (англ. village) в США, в окрузі Вашингтон штату Іллінойс. Населення — 121 особа (2020).

## Географія
Венеді розташоване за координатами 38°23′48″ пн. ш. 89°38′45″ зх. д. / 38.39667° пн. ш. 89.64583° зх. д. (38.396611, -89.645810).  За даними Бюро перепису населення США в 2010 році селище мало площу 0,74 км², уся площа — суходіл.

## Демографія
Згідно з переписом 2010 року, у селищі мешкало 138 осіб у 57 домогосподарствах у складі 38 родин. Густота населення становила 186 осіб/км².  Було 62 помешкання (84/км²).
Расовий склад населення:
| - 96,4 % — білих - 2,2 % — азіатів - 0,7 % — вихідців з тихоокеанських островів |

До двох чи більше рас належало 0,7 %. Частка іспаномовних становила 0,7 % від усіх жителів.
За віковим діапазоном населення розподілялося таким чином: 15,2 % — особи молодші 18 років, 71,8 % — особи у віці 18—64 років, 13,0 % — особи у віці 65 років та старші. Медіана віку мешканця становила 43,0 року. На 100 осіб жіночої статі у селищі припадало 115,6 чоловіків;  на 100 жінок у віці від 18 років та старших — 112,7 чоловіків також старших 18 років.
Середній дохід на одне домашнє господарство  становив 72 225 доларів США (медіана — 56 250), а середній дохід на одну сім'ю — 85 719 доларів (медіана — 76 667). За межею бідності перебувало 14,7 % осіб, у тому числі 0,0 % дітей у віці до 18 років та 6,7 % осіб у віці 65 років та старших.
Цивільне працевлаштоване населення становило 64 особи. Основні галузі зайнятості: виробництво — 18,8 %, освіта, охорона здоров'я та соціальна допомога — 17,2 %, мистецтво, розваги та відпочинок — 15,6 %.